# 캐치! 티니핑 시리즈
《캐치! 티니핑》(영어: Catch! Teenieping, 중국어: 奇妙萌可)은 SAMG 엔터테인먼트에서 제작하는 대한민국의 컴퓨터 그래픽 아동용 3D 애니메이션 시리즈이다. 감정의 왕국 '이모션 왕국'의 공주인 로미를 주인공으로 하며 감정의 요정 종족들인 '티니핑'을 소재로 한다.

## 작품 목록
- TVA
  - 1기: 캐치! 티니핑
  - 2기: 반짝반짝 캐치! 티니핑
  - 3기: 알쏭달쏭 캐치! 티니핑
  - 4기: 새콤달콤 캐치! 티니핑
  - 5기: 슈팅스타 캐치! 티니핑
  - 6기: 프린세스 캐치! 티니핑(예정)
- 단편 (스핀오프)
  - 반짝이는 우정 레이싱: 레이서 하츄핑과 깡총핑의 탄생
- 극장판 3부작: 2024년 8월부터 순차적으로 개봉될 예정이다.[1][2] 2024년 9월 25일 기준 현재 두 번째와 세 번째 극장판의 제목과 상영일은 확정되지 않았다.
  - 1기: 사랑의 하츄핑
- 게임
  - 캐치! 티니핑 AR  (스마트폰 게임)
  - 캐치! 티니핑 매직 매치 (아케이드 게임)
  - 캐치! 티니핑 숨은그림찾기 (스마트폰 게임)
  - 이모션티니핑 (스마트폰 게임)
- 뮤지컬
  - 뮤지컬 반짝반짝 캐치! 티니핑 <프린세스 다이어리> (2021년)
  - 뮤지컬 알쏭달쏭 캐치! 티니핑 <신비한 상자를 열어라!> (2023년)
  - 뮤지컬 캐치! 티니핑 <두근두근 싱어롱 콘서트!> (2024년)
  - 뮤지컬 사랑의 하츄핑 (2025년)
  - 블링블링 캐치! 티니핑 심포니 (2025년)
  - 뮤지컬 캐치! 티니핑 <10주년 싱어롱 콘서트!> (2030년)

## 전체 성우진

### 한국판
※ 주요, 레귤러 캐릭터는 굵은 글씨로 표시.

※ 배열은 성우를 기준으로 가나다순으로 한다.

※ 성우가 맏은 역할은 성우의 이름 옆에 서술한다.

※ 극장판의 배역을 담당한 추가 성우진은 기울어진 글씨로 표기한다.
- CJ ENM 성우극회
  - 강새봄 - 패션핑
  - 김가령 - 꾸래핑, 제니의 어머니
  - 김도희 - 빙글핑
  - 김명준 - 준, 키키핑, 마야의 아버지
  - 김새해 - 마카핑
  - 김선혜 - 믿어핑, 엘리의 어머니
  - 김영은 - 원더핑
  - 김지율 - 뚝딱핑
  - 김채하 - 메리루, 마야의 어머니, 차캐핑, 노리핑, 간호핑 파랑, 핑크돌고래(3기 14화), 여우핑
  - 김현심 - 간호핑 노랑, 행운핑
  - 박성태 - 화나핑
  - 박시윤 - 캔디핑, 엔딩(4기)
  - 박이서 - 다롱핑
  - 방연지 - 앙대핑, 말랑핑
  - 시영준 - 외계인 대장(1기 36화)
  - 신용우 - 데인, 딜런, 바로핑
  - 양정화 - 뿌뿌핑
  - 여민정 - 하니, 부끄핑,  벨리타, 씽씽핑, 싹싹핑, 커핑, 푸딩핑, 나그네핑, 왕자핑
  - 여윤미 - 파티핑
  - 유영 - 아라핑
  - 이새벽 - 고쳐핑
  - 이지영 - 빛나핑
  - 이현진 - 새콤핑
  - 정선혜 - 띠용핑
  - 정유정 - 코자핑
  - 정혜원 - 투투핑, 빤짝핑
  - 채림 - 루루핑, 뽀뽀핑
  - 최승훈 - 이안, 레이먼(3기 이후), 플라핑
  - 홍범기 - 따라핑, 몬쥬 박사, 외계인 부하(1기 36화)

- 대원방송 성우극회
  - 강시현 - 토이핑, 뿌쵸핑, 조이(5기 16화)
  - 강은애 - 바네핑, 제니, 간호핑 초록, 아아핑
  - 권다예 - 유리핑
  - 김도영 - 뜨거핑
  - 김민주 - 노라핑
  - 김보나 - 쪼꼬핑
  - 김예림 - 소원핑
  - 김윤채 - 얌얌핑
  - 김채린 - 훌라핑
  - 김하영 - 마리
  - 김현욱 - 이안, 레이먼(2기까지), 덜덜핑
  - 김혜성 - 도둑 2(2기 17화), 짝짝핑
  - 문유정 - 포실핑
  - 서반석 - 똑똑핑
  - 성예원 - 롤리핑
  - 손선영 - 와플핑
  - 손정민 - 고마핑
  - 송하림 - 힘내핑
  - 신나리 - 뽀송핑
  - 심규혁 - 무셔핑, 노아
  - 원에스더 - 핫케핑
  - 윤아영 - 꼼딱핑
  - 이경태 - 찌릿핑
  - 이다은 - 퐁당핑
  - 이명희 - 다해핑, 가면핑
  - 이보희 - 레나, 차차핑, 간호핑 분홍, 머랭핑
  - 이세레나 - 나눔핑
  - 이유리 - 눈꽃핑
  - 이은조 - 깡총핑
  - 이지현 - 로미 / 프린세스
  - 장미 - 주네핑
  - 장예나 - 마야, 라라핑, 헤이쥬, 딱풀핑(극장판 한정)
  - 정주원 - 꽁꽁핑
  - 조경이 - 하츄핑, 엘리
  - 채민지 - 꾸며핑
  - 최낙윤 - 하트킹, 무거핑, 왕곰이(2기 12화)
  - 황창영 - 그림핑

- EBS 성우극회
  - 권지애 - 깜빡핑, 두아
  - 김보민 - 맛나핑
  - 김아롱 - 메모핑
  - 김예령 - 함께핑
  - 김은아 - 사라, 아잉핑, 루카, 해핑(악동핑), 어린 카일, 아롱핑
  - 엄상현 - 카일, 이든, 메리루의 아버지, 아자핑, 제니의 아버지, 꽁꽁핑(극장판 한정)
  - 유보라 - 토닥핑
  - 이민규 - 도둑 1(2기 17화)
  - 이보용 - 샌드핑
  - 이상준 - 쪼꼼핑, 바게트왕(4기 20화)
  - 이소영 - 아휴핑, 물래핑
  - 장경희 - 딱풀핑
  - 장은숙 - 모야핑
  - 전태열 - 떠벌핑
  - 전해리 - 꺼꿀핑, 딩동핑
  - 정미라 - 주르핑
  - 정윤정 - 또까핑
  - 천지선 - 다조핑
  - 홍소영 - 차나핑, 퀸 스텔라

- KBS 성우극회
  - 남도형 - 나일, 부투핑
  - 민아 - 포근핑
  - 박지윤 - 조아핑
  - 박하진 - 삐짐핑
  - 방시우 - 공쥬핑
  - 사문영 - 신디, 올리비아, 나르핑, 베베핑, 아야핑, 머핑, 멜로핑, 댄스핑
  - 소연 - 오로라핑
  - 윤용식 - 홀로핑
  - 은영선 - 달콤핑
  - 이명호 - 까르핑, 초롱핑

- MBC 성우극회
  - 김서영 - 나나핑
  - 김영선 - 시러핑
  - 류승곤 - 리암
  - 문남숙 - 방글핑
  - 박선영 - 샤샤핑
  - 박신희 - 발레핑
  - 우정신 - 삐뽀핑
  - 조현정 - 트러핑

- 대교방송 성우극회
  - 김유림 - 오프닝(1기), 또너핑
  - 김하루 - 요거핑
  - 오로아 - 고고핑
  - 윤미나 - 솔찌핑, 레이먼의 어머니

## 방송 일시
| 방송 채널  | 방송일                             | 방송 시간 |
| KBS 2TV    | 2020년 3월 19일 ~ 2021년 4월 1일   |           |
| KBS 2TV    | 2021년 10월 28일 ~ 2022년 5월 5일  |           |
| KBS 2TV    | 2022년 10월 10일                   |           |
| KBS 2TV    | 2023년 11월 17일 ~ 2023년 3월 28일 |           |
| KBS 2TV    | 2024년 4월 3일 ~ 11월 6일          |           |
| KBS 2TV    | 2025년 2월 11일 ~ 8월 19일         | 방영중    |
| JEI 재능TV | 2021년 9월 22일 ~ 2022년 3월 16일  |           |
| JEI 재능TV | 2022년 9월 14일 ~ 2023년 3월 8일   |           |
| JEI 재능TV | 2023년 9월 22일 ~ 2024년 3월 28일  |           |
| JEI 재능TV | 2024년 10월 10일 ~ 2025년 5월 1일  |           |

## 반응
2024년부터 여러 식품 기업들이 《캐치! 티니핑》의 극장판인 《사랑의 하츄핑》과 IP 계약을 체결하여 협업을 시작했다. 2024년에는 메가커피와 맘스터치가 본 시리즈와의 계약을 통해 작품에 등장하는 캐릭터를 기반으로 한 상품을 판매했다.
극장판 《사랑의 하츄핑》은 2024년 9월 16일에 개봉하여 총 관객 수가 100만 명을 넘었다.

## 기타
중국 국가주석인 시진핑과 엮이기도 한다. 때문에 위키백과에서 훼손이 자주 일어났었다.
일부 브랜드와 콜라보도 하고 있으며 최근에는 현대차와 콜라보를 5월 1일부터 6월22일까지 진행 했으며 24일에는 e스포츠와 콜라보 하기 시작 했다

## 결방 안내
- 2025년 8월 12일 : 2TV 생생정보의 관계로 결방함